# Niemodlin (gmina)
Niemodlin est une gmina mixte du powiat d'Opole, dans la voïvodie d'Opole, dans le sud-ouest de la Pologne. Son siège est la ville de Niemodlin, qui se situe environ 24 km à l'ouest de la capitale régionale Opole.
La gmina couvre une superficie de 183,22 km2 pour une population de 13 823 habitants.

## Géographie
Outre la ville de Niemodlin, la gmina inclut les villages de Brzęczkowice, Góra, Gościejowice, Grabin, Gracze, Grodziec, Jaczowice, Jakubowice, Krasna Góra, Lipno, Magnuszowice, Magnuszowiczki, Mała Góra, Michałówek, Molestowice, Piotrowa, Radoszowice, Rogi, Roszkowice, Rutki, Rzędziwojowice, Sady, Sarny Wielkie, Sosnówka, Szydłowiec Śląski, Tarnica, Tłustoręby et Wydrowice.
La gmina borde les gminy de Dąbrowa, Grodków, Łambinowice, Lewin Brzeski, Olszanka, Skoroszyce et Tułowice.